# Baulon
Baulon är en kommun i departementet Ille-et-Vilaine i regionen Bretagne i nordvästra Frankrike. Kommunen ligger i kantonen Guichen som tillhör arrondissementet Redon. År 2022 hade Baulon 2 208 invånare.

## Befolkningsutveckling
Antalet invånare i kommunen Baulon
Referens:INSEE